# Chalette-sur-Voire
Chalette-sur-Voire település Franciaországban, Aube megyében. Lakosainak száma 128 fő (2022. január 1.). Chalette-sur-Voire Aulnay, Bétignicourt, Braux, Lesmont, Magnicourt és Molins-sur-Aube községekkel határos.

## Népesség
A település népessége az elmúlt években az alábbi módon változott:
| Lakosok száma | 151  | 123  | 129  | 139  | 137  | 140  | 133  | 127  | 125  | 128  |
|               | 1968 | 1982 | 1990 | 2006 | 2013 | 2015 | 2017 | 2019 | 2020 | 2022 |